# Sint-Amanduskerk (Bellegem)

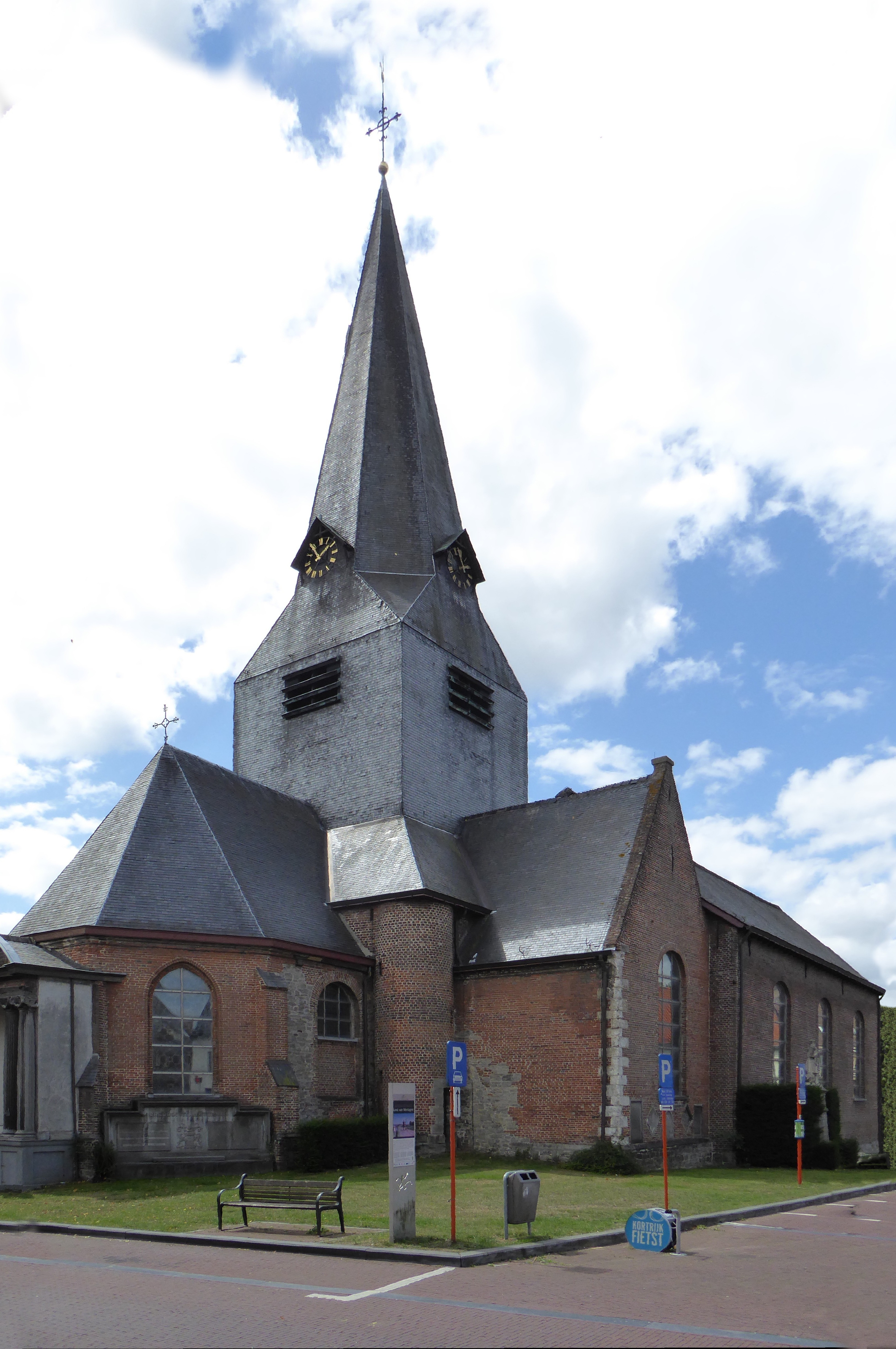
Sint-Amanduskerk

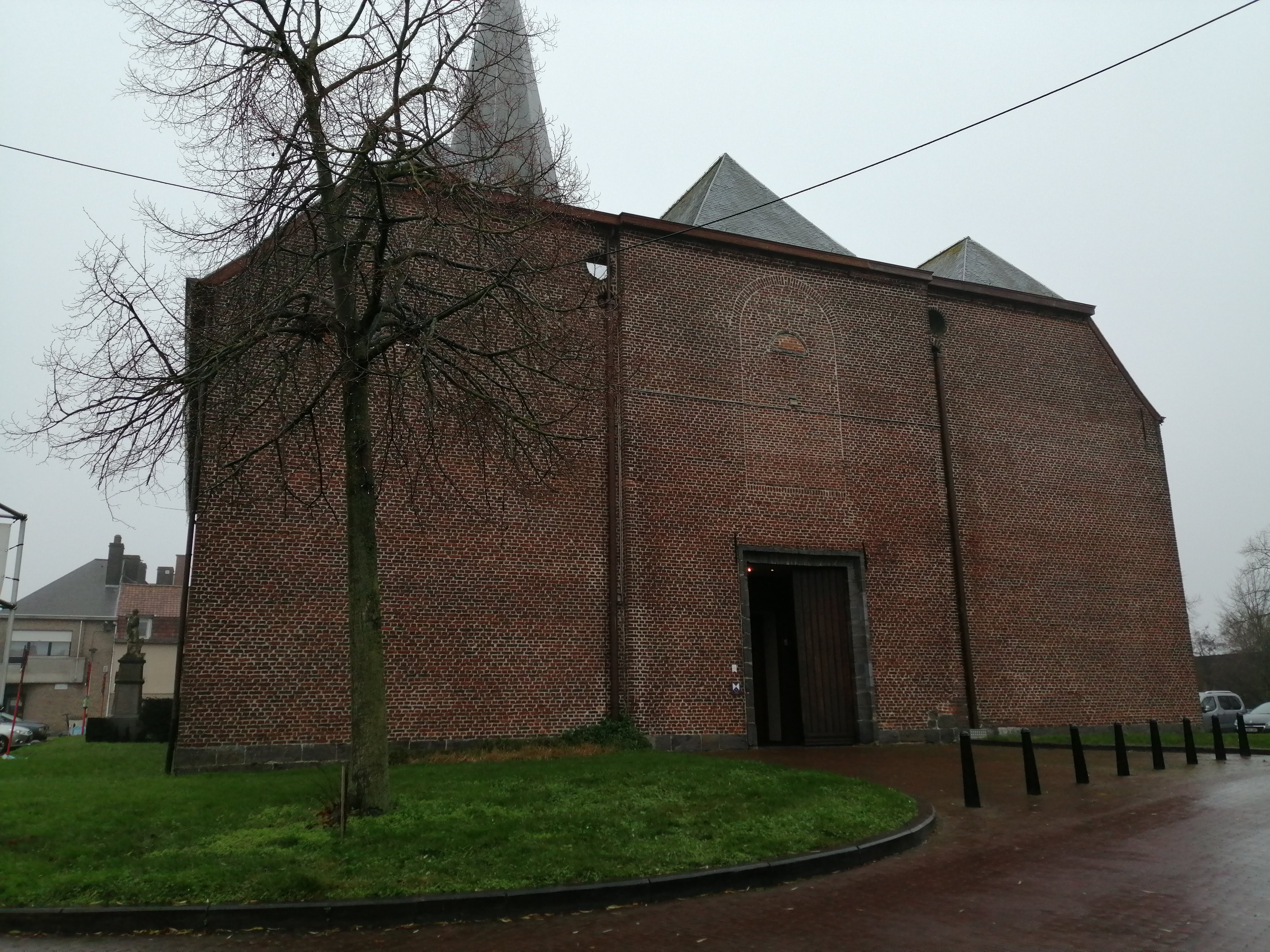
Ingang

De Sint-Amanduskerk is de parochiekerk van de tot de West-Vlaamse gemeente Kortrijk behorende plaats Bellegem, gelegen aan de Bellegemplaats.

## Geschiedenis
Vermoedelijk bestond er in 1195 al een parochie in Bellegem, gezien een schriftelijk document waarin sprake was van een clericus. Het patronaatsrecht berustte bij het Onze-Lieve-Vrouwekapittel van Doornik. Vooral in de noordelijke en zuidelijke muren van het koor, en in de onderbouw van de vieringtoren, zijn nog resten aanwezig van een vroeger romaans bouwwerk van omstreeks 1180. In de 13e eeuw werd een nieuwe kerk gebouwd en in de 17e eeuw werd het koor vergroot. Door oorlogen in de 17e en begin 18e eeuw werd de kerk verwaarloosd. In 1749 werd de zuidbeuk gedeeltelijk gesloopt en een nieuwe, bredere, beuk gebouwd. In 1782 werd een nieuwe westgevel gebouwd en van 1782-1784 werd ook de noordbeuk verbreed.
De 17e-eeuwse toren, die scheef was komen te staan, werd in 1961 afgebroken en door een nieuwe toren vervangen.

## Gebouw
Het betreft een driebeukige bakstenen kruiskerk met vieringtoren. De kerk is georiënteerd. De zuidelijke dwarsbeuk heeft een metselaarsteken. De vieringtoren heeft een vierkante, met leien beklede, basis en wordt gedekt door een achtkante spits. De basis is laatgotisch.

## Interieur
Het schip en de zijbeuken worden overkluisd door tongewelven. De altaren zijn afkomstig van de Groeningeabdij en werden in 1825 in de kerk geplaatst. Het hoofdaltaar (Sint-Amandusaltaar) is van 1785, het noordelijk zijaltaar (Onze-Lieve-Vrouwealtaar) is van 1656. Het tabernakel heeft een 17e-eeuws Mariabeeld, naar verluidt gesneden uit de eik van Scherpenheuvel. Ook is er een gepolychromeerd Mariabeeld dat 15e-eeuws of ouder is en in een nis werd geplaatst. Het zuidelijk zijaltaar is gewijd aan Sint-Leonardus en dateert van omstreeks 1790.
Er zijn vier eikenhouten biechtstoelen uit de 2e helft van de 18e eeuw. De preekstoel is van het laatste kwart van de 18e eeuw en ook het koorgestoelte is 18e-eeuws. Het orgel is uit 1856 en vervaardigd door Hipoliet Loret. Voorts is er een 18e-eeuws beeld van Sint-Eligius.
Het doopvont, vervaardigd van arduin, is vermoedelijk 13e-eeuws.
Het schilderij Kruisoprichting is vermoedelijk van Adam van Noort.

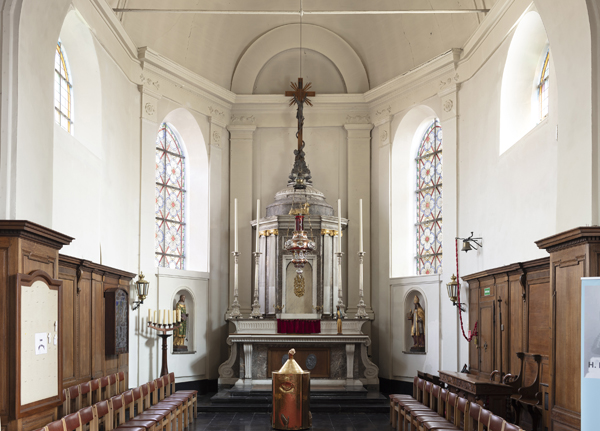
Interieur
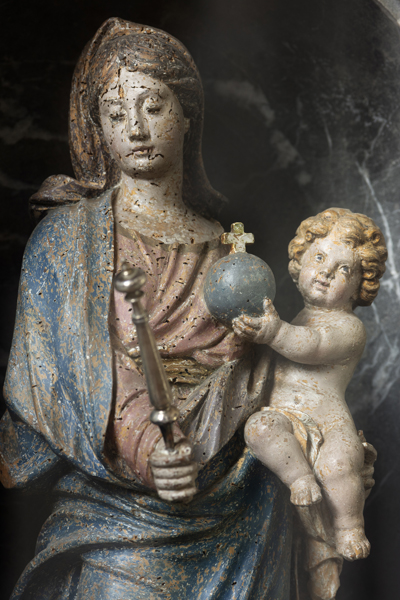
Madonna met kind (17e eeuw)
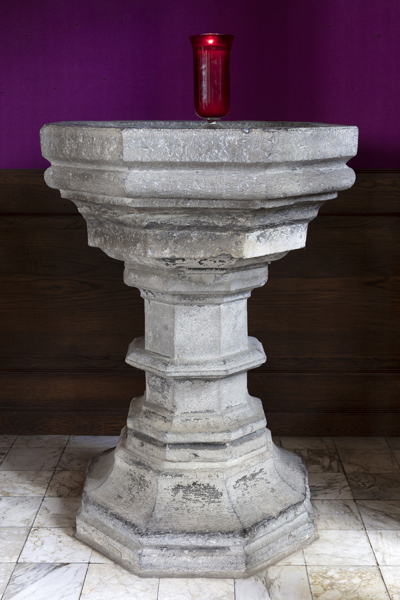
Doopvont
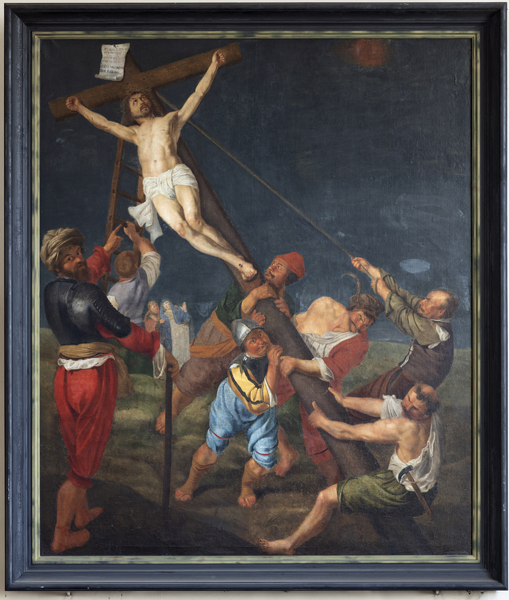
Kruisoprichting, verm. door Adam van Noort
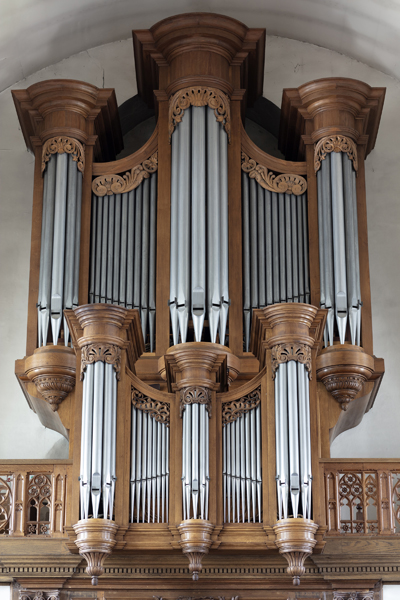
Orgel (Hippolyte Loret)
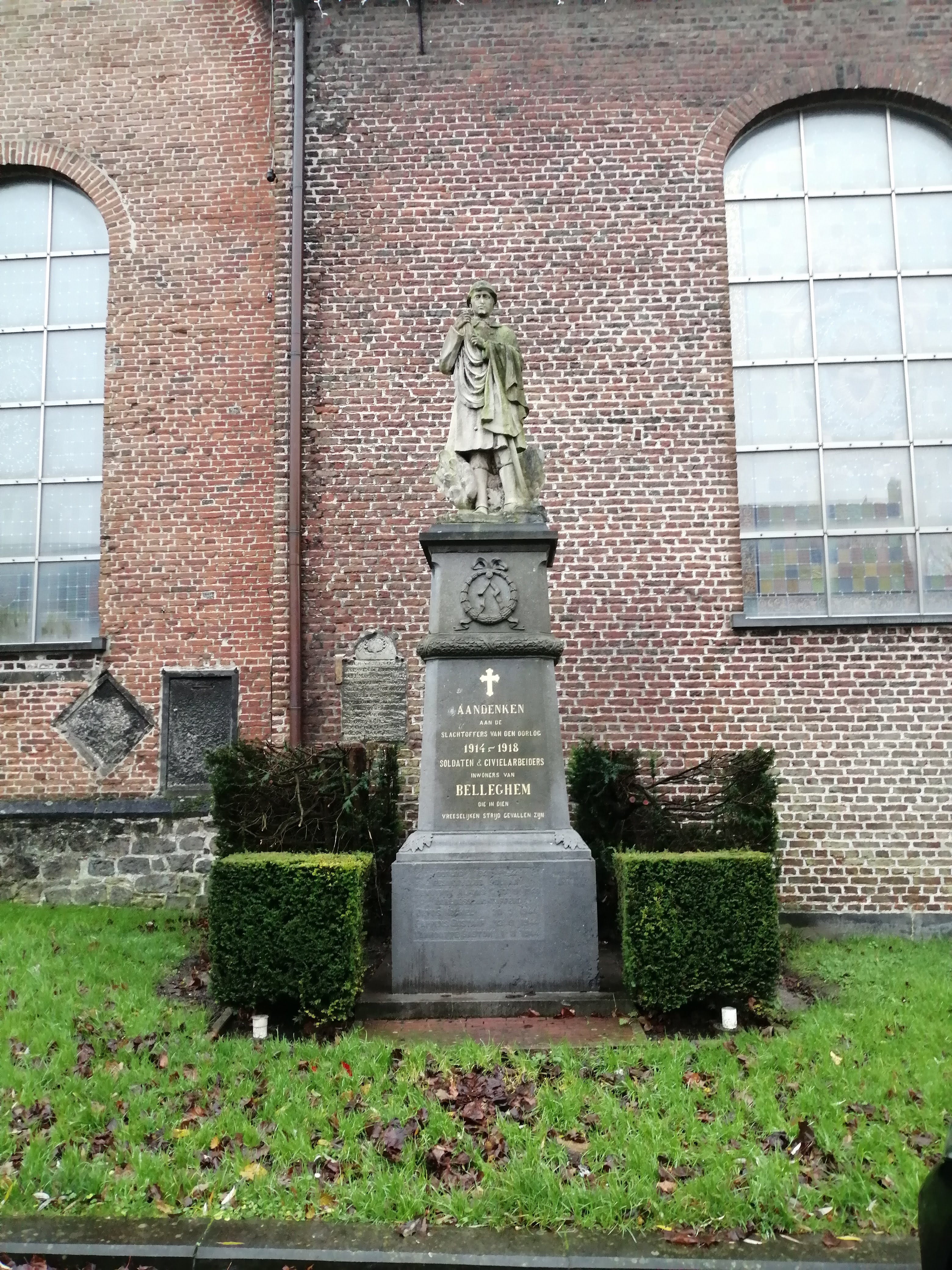
Standbeeld ter ere van overleden soldaten WOI